# Lorenzo Bandini

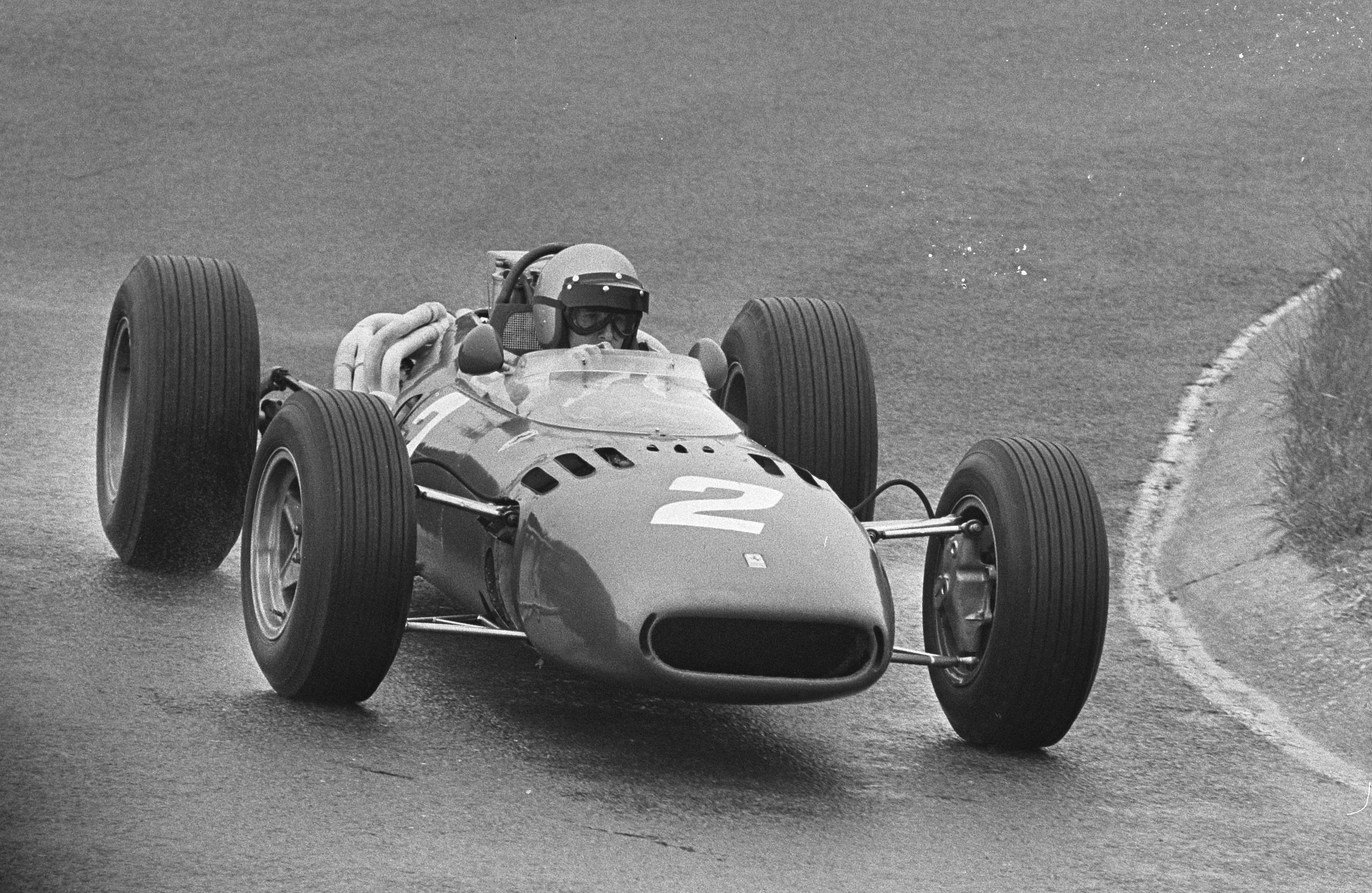
Bandini en 1966.

Lorenzo Bandini (Cyrenaica, Libia, 21 de diciembre de 1935-Montecarlo, Mónaco, 10 de mayo de 1967) fue un piloto italiano de Fórmula 1 de los años 1960. Participó en 42 Grandes Premios, logrando una victoria y ocho podios. Falleció a causa de un accidente en el Gran Premio de Mónaco de 1967.

## Carrera
Comenzó su carrera como piloto en 1957 a los mandos de un Fiat 1100 prestado y logró su primer triunfo destacado en la Mille Miglia italiana, al ganar en su clase con un Lancia Appia Zagato.
Participó también en otras pruebas de automovilismo bajo la marca de Ferrari, logrando victorias en las 24 Horas de Le Mans en 1963, en la Targa Florio en 1965 y en las 24 Horas de Daytona en 1967.

### Fórmula 1
En 1961 fue invitado a unirse a la Scuderia Centro Sud de Fórmula 1 en una carrera no puntuable para el campeonato, en la cual finalizó tercero, Fue contratado por Ferrari más tarde para las temporadas siguientes de 1962 y 1963, donde logró resultados bastantes buenos. Regresó a Centro Sud pero volvió a ser llamado por Ferrari, donde se convirtió en el piloto número uno de la escudería, sustituyendo a John Surtees a mediados de la temporada de 1966. En 1964, Bandini ganó su primer y único Gran Premio en el circuito de Zeltweg, Austria. Sus números en Fórmula 1 incluyen también una pole, dos vueltas rápidas y ocho podios.

#### Muerte
Durante la disputa del Gran Premio de Mónaco y marchando segundo por detrás de Denny Hulme, perdió el control del vehículo en la Nouvelle Chicane y se estrelló. El monoplaza volcó y se incendió con Bandini atrapado en su interior. Sufrió graves quemaduras y, tres días después, falleció a causa de las lesiones. Su muerte causó la prohibición del uso de fardos de heno como sistema de seguridad en Fórmula 1. A su funeral asistieron 10.000 personas, fue enterrado en el Cementerio de Lambrate en Milán.

## Cultura popular
En la película Ford v Ferrari de 2019, Bandini es personificado por el actor Francesco Bauco.

## Resultados

### Fórmula 1
(Clave) (negrita indica pole position) (cursiva indica vuelta rápida)
| Año     | Escudería                  | 1      | 2       | 3       | 4      | 5       | 6       | 7       | 8       | 9       | 10    | 11  | Pos. | Puntos |
| ------- | -------------------------- | ------ | ------- | ------- | ------ | ------- | ------- | ------- | ------- | ------- | ----- | --- | ---- | ------ |
| 1961    | Scuderia Centro Sud        | MON    | NED     | BEL Ret | FRA    | GBR 12  | GER Ret | ITA 8   | USA     |         |       |     | NC   | 0      |
| 1962    | Scuderia Ferrari SpA SEFAC | NED    | MON 3   | BEL     | FRA    | GBR     | GER Ret | ITA 8   | USA     | RSA     |       |     | 12.º | 4      |
| 1963    | Scuderia Centro Sud        | MON    | BEL     | NED     | FRA 10 | GBR 5   | GER Ret |         |         |         |       |     | 10.º | 6      |
| 1963    | Scuderia Ferrari SpA SEFAC |        |         |         |        |         |         | ITA Ret | USA 5   | MEX Ret | RSA 5 |     | 10.º | 6      |
| 1964    | Scuderia Ferrari SpA SEFAC | MON 10 | NED Ret | BEL Ret | FRA 9  | GBR 5   | GER 3   | AUT 1   | ITA 3   |         |       |     | 4.º  | 23     |
| 1964    | North American Racing Team |        |         |         |        |         |         |         |         | USA Ret | MEX 3 |     | 4.º  | 23     |
| 1965    | Scuderia Ferrari SpA SEFAC | RSA 15 | MON 2   | BEL 9   | FRA 8  | GBR Ret | NED 9   | GER 6   | ITA 4   | USA 4   | MEX 8 |     | 6.º  | 13     |
| 1966    | Scuderia Ferrari SpA SEFAC | MON 2  | BEL 3   | FRA NC  | GBR    | NED 6   | GER 6   | ITA Ret | USA Ret | MEX     |       |     | 9.º  | 12     |
| 1967    | Scuderia Ferrari SpA SEFAC | RSA    | MON Ret | NED     | BEL    | FRA     | GBR     | GER     | CAN     | ITA     | USA   | MEX | NC   | 0      |
| Fuente: |                            |        |         |         |        |         |         |         |         |         |       |     |      |        |